# Jan Jennehag
Jan Birger Jennehag, född Sundkvist 12 november 1943 i Norrbärke församling i Kopparbergs län, är en svensk politiker (vänsterpartist), som var riksdagsledamot 1986–1998 för Västernorrlands läns valkrets. Under sin tid i riksdagen var han bland annat ledamot i försvarsutskottet och jordbruksutskottet.
Efter valet 1998 blev Jennehag kommunstyrelsens ordförande i Timrå kommun, efter en uppgörelse mellan Vänsterpartiet och de borgerliga partierna. Samarbetet höll fram till valet 2002, då Socialdemokraterna fick egen majoritet i fullmäktige.